# Telesilla
Telesilla (Grieks: Τελέσιλλα) was een Oud-Griekse dichteres uit de vijfde eeuw v. Chr. Ze werd door Antipater van Thessalonika beschouwd als een van de negen grote vrouwelijke dichters van Griekenland.

## Biografie
De Griekse schrijver Pausanias beschreef het leven van Telesilla in zijn boek. In haar jeugd was ze erg ziekelijk en bracht ze daarom een bezoek aan het Orakel van Delphi en het orakel zei haar dat ze de muzen moest dienen. Vervolgens wijdde Telesilla haar leven aan de poëzie.
In 494 v.Chr. wist koning Cleomenes I van Sparta het leger van de hoplieten van Argos te verslaan in de Slag bij Sepeia waarna de stad weerloos was. Volgens Pausanias zou Telesilla alle mannelijke inwoners, inclusief slaven, van de stad vervolgens op de stadsmuur hebben gezet. Ook bewapende Telesilla de vrouwen van de stad en posteerde hen ook op een gevechtsplek. Toen de Spartanen de stad naderden en zagen dat de stad werd verdedigd door vrouwen beseften ze dat het vernietigen van de vrouwen een hachelijk succes zou zijn, terwijl de nederlaag een schandelijke ramp zou betekenen en daarom trokken de Spartanen zich terug. De historiciteit van het verhaal van Pausanias en de verdediging van Argis wordt echter in twijfel getrokken door de historicus Richard Tomlinson.

## Werk
Slechts twee dichtregels zijn van het werk van Telesilla bewaard gebleven. Deze zijn overgeleverd als referenties in het werk van de grammaticus Hephaestion.

## Nederlandse vertalingen/selecties
- Vos, Mieke de (red./vertaling): Ik verlang en sta in brand. Van Sapfo tot Sulpicia, Athenaeum, 2020, ISBN 9789025312282.

- Gemeinsame Normdatei: 100624960
- International Standard Name Identifier: 0000 0000 1120 0842
- Réseau des bibliothèques de Suisse occidentale: 02-A010156817
- Système universitaire de documentation: 181736160
- Virtual International Authority File: 17573269
- WorldCat: E39PCjqTYFBRbC43HtTghFvQC3